# Crónica de una señora
Crónica de una señora es una película argentina dramática de 1971 dirigida por Raúl de la Torre, según su propio guion escrito en colaboración con María Luisa Bemberg. Es protagonizada por Graciela Borges, Mercedes Sombra, Lautaro Murúa y Federico Luppi. Se estrenó el 29 de julio de ese año.

## Sinopsis
Una mujer de alta burguesía entra en crisis cuando una amiga se suicida, replanteándose su vida a partir de entonces.

## Reparto
- Graciela Borges
- Mercedes Sombra
- Lautaro Murúa
- Federico Luppi
- Sara Bonet
- Fernando Tacholas Iglesias
- Amadeo Sáenz Valiente
- Angie Reynal
- Blanca Isabel Álvarez de Toledo (Blanca Isabel García Uriburu en los créditos)
- José Marie
- Gustavo Fabiani
- Jorge Fiszon
- Miguel Bayón
- Carmen Cavaliero
- Socorro González
- Rene Knutti
- Marisa Prado
- Carlos Padulla
- María del Carmen Medrano

## Base del guion
María Luisa Bemberg escribió una pieza teatral corta titulada La margarita es una flor, que presentó en un concurso para obras de un solo acto del diario La Nación que finalmente fue declarado desierto. Esa pieza pasó a ser el guion de Crónica de una señora cuando gracias a un amigo conoció a Raúl de la Torre. Si bien ella no dirigió la película es obvio que el tema tenía mucho o todo que ver con su experiencia de vida. Su punto de vista especialmente crítico, fue expresado por el director con mesura y buen gusto. La película narra un conflicto más o menos común pero lo hace con una mirada diferente que constituía una novedad en el cine argentino; esta novedad es que conforme su visión los conflictos no son neutrales con respecto al género sino que, al contrario, sus personajes femeninos son víctimas de un sistema que relega a la mujer a un orden injusto y opresivo.

## Producción
María Luisa Bemberg asistió a todas las filmaciones y en algunos casos su opinión no coincidió con lo De la Torre. Cuando lo comentó con Juan Carlos Desanzo que era el iluminador, éste le preguntó porqué no dirigía ella. Bemberg objetó que no sabía nada de técnica pero Desanzo la animó: “sólo necesitas un asistente, un iluminador y un compaginador”. La guionista aceptó el consejo y a partir de allí comenzó su carrera de directora de cine.

## Recepción
La crónica del Heraldo del Cine decía sobre la película: 

”La historia parte de un suceso, una crónica para delinear hasta el detalle un retrato; inútil es creer que se trata de un proceso metonímico, una obra por la que a través de un personaje se muestra una expresa todo una clase social. Fina es una sustancia plástica, una sensible, modificable por la muerte de una amiga que le hace visible su propia muerte”.

Según la opinión de Manrupe y Portela se trata del “clásico del dúo De la Torre-Borges, morosa, bien actuada y con un guion por momentos ingenuo, donde se nota la mano de la Bemberg.
La crítica Clara Fontana escribió:

“Bemberg organizó la anécdota no tanto sobre los hechos como sobre la naturaleza del conflicto, cuyo único eje es el sentimiento de inutilidad y aislamiento de la protagonista. Este sentimiento es presentado como el efecto de expectativas sociales que castran la creatividad de la mujer y la condenan a la impotencia. Su fuerza y su convicción nacen del conocimiento meticuloso que María Luisa Bemberg tiene del grupo social y el ambiente en que este tipo de drama puede ocurrir...no ofrece alternativas conciliadoras. Todo es falso, asfixiante y opresivo para la mujer doméstica. Casi corre el riesgo de un moralismo al revés. Bemberg afirma con toda la fuerza de su convicción “feminista” que el diseño de vida hogareña y familiar que conocemos es una especie de “muerte moral”… La protagonista, bella y frívola esposa de un hombre poderoso, perpleja ante el suicidio de una amiga que es también, como ella misma, “bella, frívola y esposa de un hombre poderoso”, revé su vida. Descubre así, desolada, la índole de sus relaciones y afectos. El suicidio del amiga adquiere una dimensión dramática en la medida en que retrospectivamente aparece como simétrico del probable aunque no explícito suicidio de Fina, la Señora del título. Si al comienzo nos preguntamos junto con los personajes, qué pudo empuja empujar a esa muchacha aparentemente feliz a una decisión extrema, el vacío existencial de Fina, que la trama describe en detalle (su aburrimiento, su soledad, el hartazgo del bienestar y la falta de una finalidad constructiva, el sin sentido de su vida apenas encubierto por alguna infidelidad ocasional) es la respuesta”.

## Premios
La actriz Graciela Borges recibió el premio Concha de Plata a la mejor actriz en el Festival Internacional de Cine de San Sebastián de 1971.